# Lucy Griffiths (1919-1982)
Lucy Griffiths (Birley, 24 aprile 1919 – Londra, 29 settembre 1982) è stata un'attrice britannica.

## Filmografia parziale
- Jack lo squartatore (Jack the Ripper), regia di Robert S. Baker e Monty Berman (1959)
- Assassinio sul treno (Murder, She Said), regia di George Pollock (1961)
- Assassinio a bordo (Murder Ahoy), regia di George Pollock (1964)
- Frankenstein e il mostro dell'inferno (Frankenstein and the Monster from Hell), regia di Terence Fisher (1974)
- Il mistero del dinosauro scomparso (One of Our Dinosaurs Is Missing), regia di Robert Stevenson (1975)
- Il cagnaccio dei Baskervilles (The Hound of the Baskervilles), regia di Paul Morrissey (1978)